# Асеев, Михаил Васильевич
Михаил Васильевич Асеев (1 [13] ноября 1858, Рассказово, Тамбовская губерния, Российская империя — 9 сентября 1933, Белград, Югославия) — крупный русский землевладелец, предприниматель, влиятельный промышленник, купец 1-й гильдии, гласный Тамбовской городской думы и почётный гражданин Тамбова (1915).

## Биография
Михаил Васильевич родился 1 [13] ноября 1858 года в селе Рассказово Тамбовской губернии. В 1871—1879 годах учился в Тамбовской мужской гимназии. Продолжил учёбу на медицинском факультете Императорского Московского университета, где познакомился с однокурсником Антоном Чеховым. В 1884 году Асеев получил степень лекаря и звание уездного врача, однако по профессии почти не работал, так как в 1886 году умер его отец, а в 1888 году — мать, что заставило его взять на себя обязанности по управлению семейным делом. Вдвоём со своим двоюродным братом Василием Тихоновичем Асеевым владел Арженской суконной фабрикой, при которой Михаил Васильевич открыл для рабочих, народный дом и приют для детей, чьи родители получили увечье на фабрике.

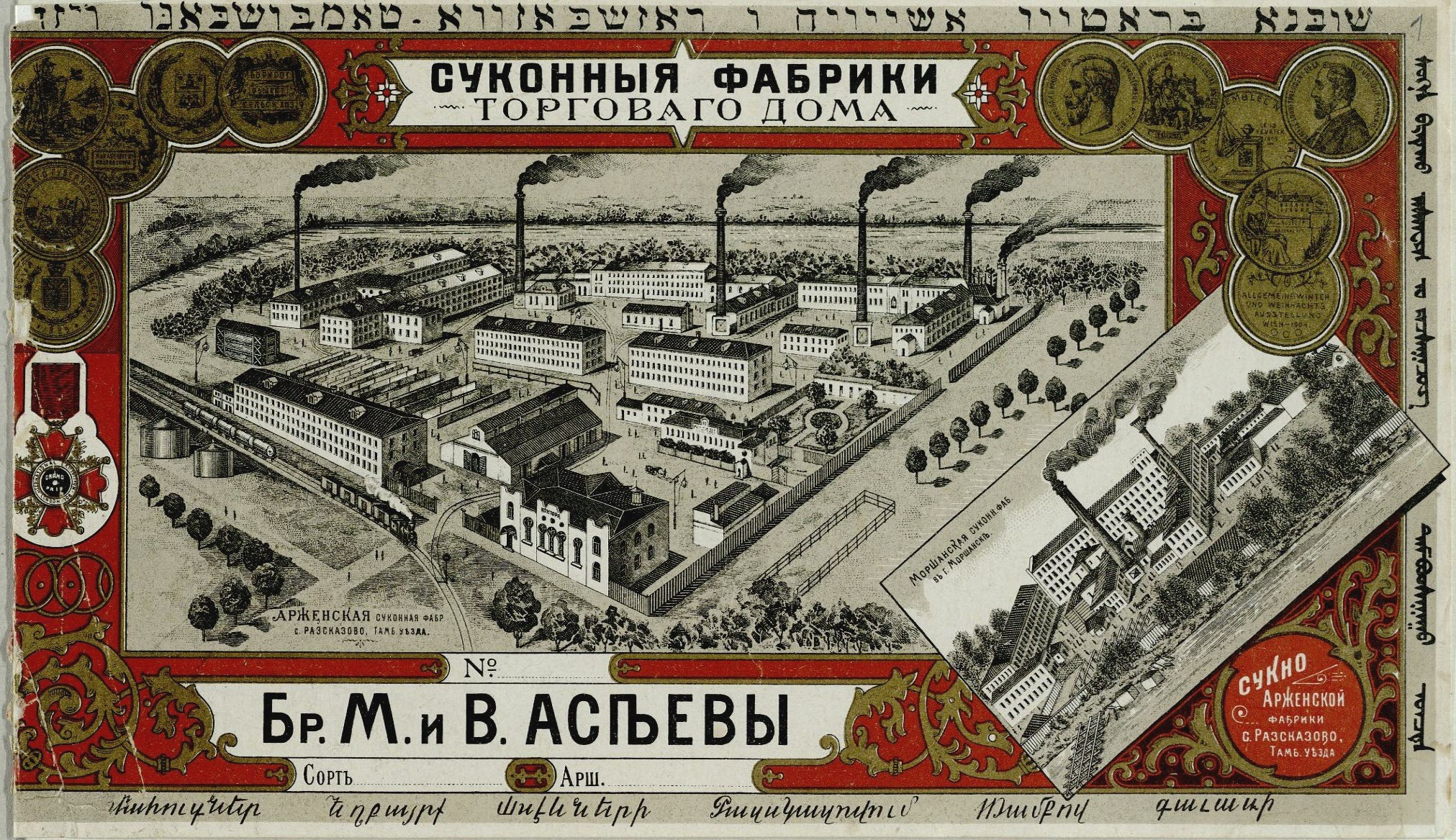
Моршанская и Арженская суконные мануфактуры Торгового дома «Братья М. и В. Асеевы».

Состоял во многих общественных организациях и принимал в их деятельности активное участие. В 1888 году входил в Тамбовский губернский попечительский совет детских приютов, а с 1895 года работал в отделе Государственного банка по кредитам торгово-промышленного вида.
Михаил Васильевич венчался 16 января 1891 года с тамбовской купеческой дочерью Марией Никаноровной Асеевой (урождённой Протопоповой). В их браке родилось восемь детей.
Михаил Асеев один из основателей Торгового дома «Братья М. и В. Асеевы». В период 1890—1910 годов в торговый дом вошли «Харьковское товарищество на паях торговли шерстяными изделиями», Моршанская суконная мануфактура, шерстомойный завод в Семиреченской области и три шерстомойных завода в Семипалатинской области. Вместе со своим родным братом, Александром Асеевым, имел в собственности водяную мельницу и винокуренный завод в Сердобском уезде Саратовской губернии и свеклосахарный завод в Новгород-Северском уезде Черниговской губернии. С 1905 года был управляющим и директором «Торгово-промышленного товарищества на паях П. В. Сергеева», которое располагалось в Пензе.
Михаил Асеев был крупным землевладельцем: в 1907 году у него было 14 170 га земли в Черниговской и Тамбовской губерниях, а через 9 лет — уже более 57 770 в Пензенской, Черниговской и Тамбовской губерниях.

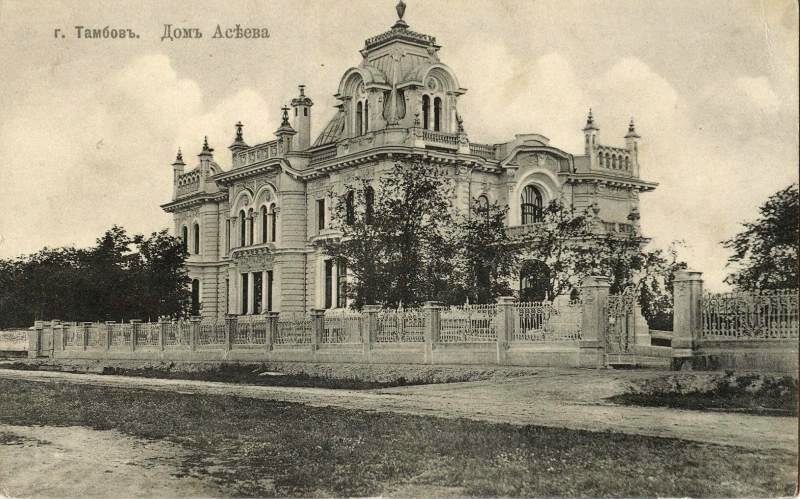
Дом Михаила Асеева в Тамбове, начало 1910-х годов.

В начале XX века Михаил Асеев приобрёл в Тамбове участок земли со старинным парком и домом художника-портретиста Николая Шевченко. К 1905 году на участке по проекту архитектора Льва Кекушева был построен дворец в стиле модерн.
С 1905 по 1906 Михаил Васильевич был одним из руководителей Тамбовского отделения Торгово-промышленной партии, от которой также выдвигался в депутаты Государственный думы. В 1907—1915 годах являлся членом управления местного отдела Императорского русского музыкального общества. В это же время руководил Обществом вспомоществования бедным ученикам Тамбовского музыкального училища и занимался благотворительностью, оказывал помощь малообеспеченным семьям.
В 1908 году Асеев стал почётным попечителем Тамбовской мужской гимназии, а с 1909 года попечителем церковно-приходской школы имени Императора Александра III в Санкт-Петербурге. В 1909—1912 годах был гласным Тамбовской городской думы. С 1913 года входил в состав Губернского отдела по делам фабрик и горных заводов. Жертвовал большие суммы на Тамбовскую духовную семинарию, Мариинский детский приют, Варваринскую церковь, училище для слепых детей, на получение высшего образования студентам из детей рабочих и служащих рассказовских и харьковский предприятий Асеевых, на учреждение туберкулезного отделения при Алупкинском санатории.
В годы Первой мировой войны предоставил один из своих домов в Тамбове под воинский лазарет. Выплачивал пожертвования и пособия семьям мобилизованных рабочих и служащих, в пользу семей раненых, на приют детей раненых воинов, в пользу беженцев и на подарки солдатам.
Михаил Васильевич начинал свою государственную деятельность титулярным советником, а закончил действительным статским советником. В феврале 1915 года Михаил Асеев вместе со всей семьёй был возведён в «потомственное дворянское достоинство Российской империи».
В 1918 году, после революции, всё имущество Михаила Асеева было национализировано государством, и он со своей семьёй эмигрировал из России в Сербию. В Белграде семья Асеевых прожила 20 лет. Сыновья Михаила Васильевича получили в этом городе хорошее образование, старший открыл текстильную фабрику и занимался экспортом в другие страны.
Михаил Васильевич умер 9 сентября 1933 года, похоронен на русском кладбище в Белграде.
Потомки семьи Асеевых живут в Европе и Латинской Америке.

## Семья
Жена — Мария Никаноровна Асеева (Протопопова) (1871—1955) — пережила Вторую мировую войну и в конце 1940-х годов переселилась вместе с семьёй старшего сына Михаила в Южную Америку, в Парагвай. Умерла в 1955 году, похоронена в Асунсьоне.
- Сын — Михаил Михайлович Асеев (1893—1983) — в 1918 году с семьёй эмигрировал в Сербию. Открыл текстильную фабрику и наладил деловые связи с зарубежными партнерами отца по производству и торговле текстилем. В конце 1940-х годов переселился вместе с семьёй в Парагвай. Умер в 1983 году, похоронен в Асунсьоне[9].
  - Внучка — Ирина Михайловна Асеева (1924—2000)
- Сын —  Александр Михайлович Асеев (1903—1993) — врач, издатель. В 1918 году с семьёй эмигрировал в Сербию. Один из авторов выходившего с 1933 года в Белграде альманаха «Оккультизм и Йога»[10]. В 1951 году переехал в Парагвай к матери и старшему брату Михаилу. Последние годы проживал в Чили. Умер в 1993 году, похоронен в Сантьяго[9].
- Дочь — Екатерина Михайловна Ишеева (Асеева) (1892—1943?) — княгиня, жена адвоката, князя В. П. Ишеева (1878—1920). В 1909 году окончила Тамбовский Александринский институт благородных девиц с серебряной медалью. В том же году поступила на историко-философский факультет Московских высших женских курсов Герье[11].
  - внучка — Ксения Васильевна Ордовская-Танаевская (Ишеева) (1912—2004) — княжна, чиновница на государственной службе в Белграде. В 1939 году вышла замуж за Бориса Константиновича Ордовского-Танаевского (1909—2000). Умерла в 2004 году в Лос-Анджелесе[11].
    - правнучка — Ксения Борисовна Рыженкова (Ордовская-Танаевская) (1943—1980) — окончила университет в Лос-Анджелесе (UCLA). В 1970 году вышла замуж за Юрия Рыженкова. Работала специалистом по вопросам русской эмиграции сначала в Женеве, потом в Париже, где внезапно умерла в 1980 году[11].
      - праправнук — Марк Юрьевич Рыженков (1971—?)
- Дочь — Мария Михайловна Асеева (1894—?)
- Дочь — Софья Михайловна Асеева (1896—1994) — большую часть жизни прожила в Сухуми, до 80-летнего возраста работала детским врачом, была заведующей лабораторией Сухумской детской поликлиники[12]. Награждена медалью «За доблестный труд в Великой Отечественной войне 1941-1945 гг». Умерла в 1994 году[13].
- Дочь — Надежда Михайловна Нелидова (Асеева) (1897—1969) — в 1918 году с семьёй эмигрировала в Сербию, а в 1948 году вместе с сыном в Чили. Умерла в 1969 году, похоронена в Сантьяго[9].
  - Внук — Игорь Александрович Нелидов (1920—?)
- Дочь — Раиса Михайловна Здор (Асеева) (1898—?) — вышла замуж за Анатолия Фёдоровича Здора.
- Дочь — Марфа Михайловна Ермолова (Асеева) (1901—1952)

Фотографии потомков Михаила Асеева
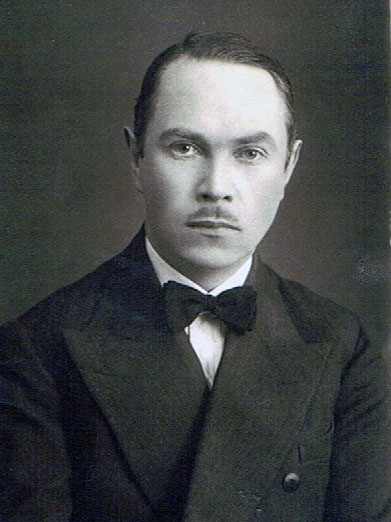
Александр Асеев

## Награды
- Орден Святого Станислава 3-й степени.
- Орден Святого Станислава 2-й степени.
- Орден Святой Анны 3-й степени.
- Орден Святой Анны 2-й степени.
- Медаль «За усердие» 2-го разряда

## Память
- Усадьба Асеевых — музейный комплекс в Тамбове. Филиал музея-заповедника «Петергоф». Открыт 27 сентября 2014 года.

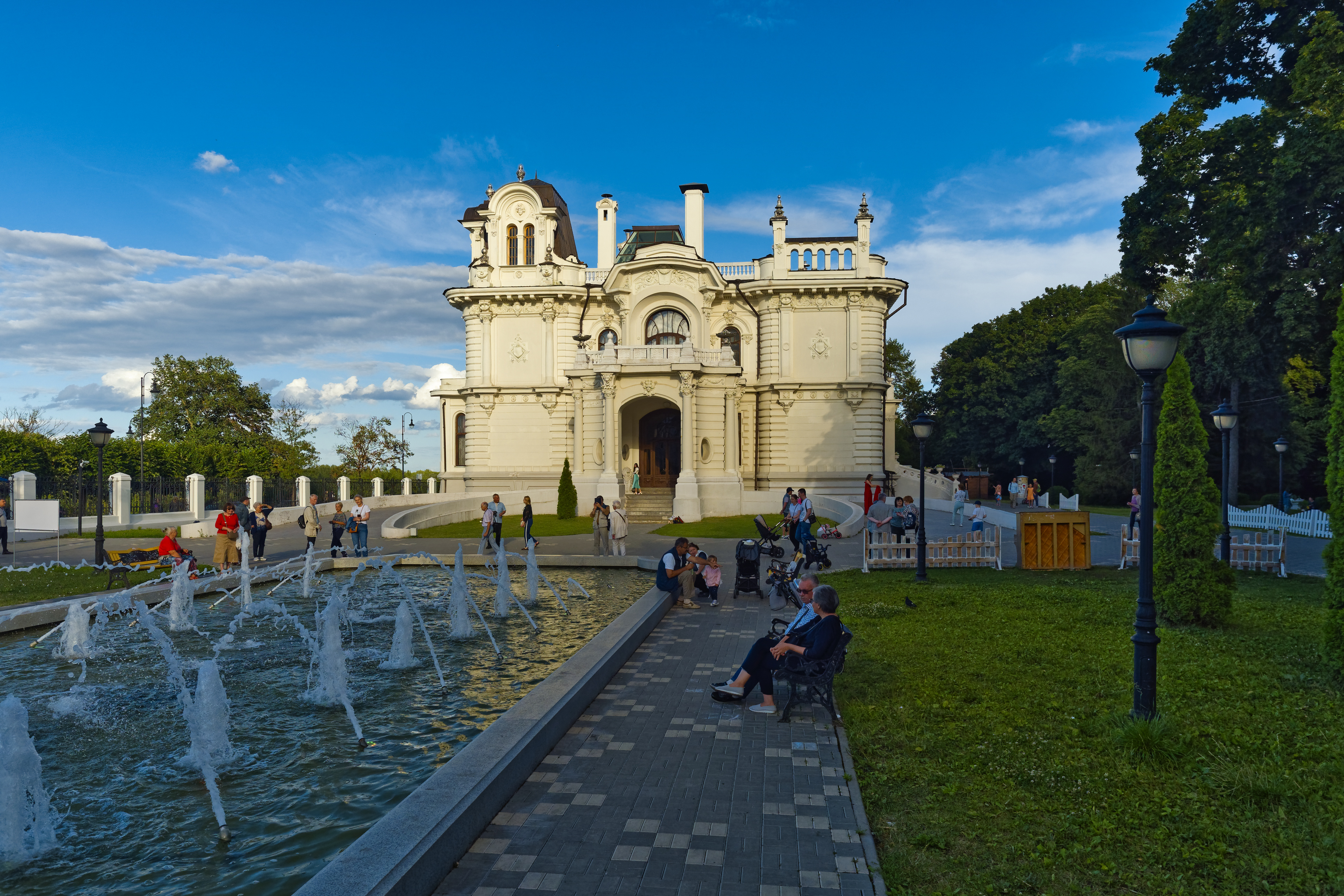
Музейный комплекс «Усадьба Асеевых» в Тамбове